# Bittere Porenflechte
Die Bittere Porenflechte (Pertusaria amara), auch Bitterflechte genannt, ist eine relativ häufige aber unauffällige Krustenflechte, die auf der Rinde von Bäumen wächst. Der Name deutet auf den sehr bitteren Geschmack dieser Flechte hin. Sie enthält den Wirkstoff Picrolichenin, welches gegen Wechselfieber angewendet wurde.

## Vorkommen
Die Bittere Porenflechte lebt an luftfeuchten, nicht eutrophierten Standorten. In stärker luftverunreinigten und landwirtschaftlich genutzten Gebieten geht die Flechte heute stark zurück. Sie wächst auf Nadelbäumen sowie auf Laubbäumen mit leicht sauer reagierender Borke. Ferner kommt sie auf Straßenbäumen wie Ahorn, Esche, Linde und Obstbäumen wie Apfel und Birne vor. In Wäldern wächst sie bevorzugt auf Buchen und Eichen. 

## Merkmale
Die höckerigen bis knorpeligen Lager der Bitteren Porenflechte sind grau und bilden emporgewölbte, weißlich graue, im Durchmesser zwischen 0,5 und 1,5 cm große Soralen aus. Im jungen Zustand sind meist einzelne deutlich begrenzte halbkugelig gewölbte Soralen zu erkennen, die mit zunehmendem Alter der Flechte zusammenfließen können und stellenweise ein dickliches, gleichmäßiges Polster bilden. Nur sehr selten werden Fruchtkörper (Apothecien) gebildet. 